# De Brouwerij van Vlaanderen
De Brouwerij van Vlaanderen is een Belgische bierfirma met zetel in Wielsbeke in de provincie West-Vlaanderen.

## Geschiedenis
De Brouwerij van Vlaanderen ontstond in 2002 bij de viering van 700 jaar Guldensporenslag, een strijd tussen het graafschap Vlaanderen en de koning van Frankrijk. Aanvankelijk werd in 2002 het bier in opdracht gebrouwen bij De Proefbrouwerij te Hijfte, maar na een jaar werd de productie overgedragen naar brouwerij Van Steenberge te Ertvelde. In 2016 werd het merk overgedragen aan een bedrijf in Wielsbeke.

## Bieren
- Vlaamsche Leeuw donker (7,5%) en tripel (8,5%)